# 137 (album)
137 è il secondo album in studio del gruppo musicale britannico The Pineapple Thief, pubblicato il 16 maggio 2001.

## Tracce
Testi e musiche di Bruce Soord.
1. Lay On the Tracks – 4:44
2. Perpetual Night Shift – 5:27
3. Kid Chamaleon – 3:28
4. No One Lives This Earth – 5:58
5. Incubate – 3:28
6. Doppler – 3:06
7. How Did We Find Our Way? – 3:58
8. 137 – 3:36
9. Preserve – 5:44
10. Warm Me – 3:36
11. Md One – 3:36

## Formazione
- Bruce Soord – voce, chitarra, tastiera, percussioni
- Steve Kitch – pianoforte, Rhodes, tastiera, mellotron
- Jon Sykes – basso, cori
- Nik Lang – batteria